# Leucosioidea
Leucosioidea is een superfamilie van krabben en omvat de volgende families:

## Families
- Iphiculidae Alcock, 1896
- Leucosiidae Samouelle, 1819